# WTA Finals 2016 – ženská čtyřhra
Ženská čtyřhra WTA Finals 2016 probíhala v závěru října 2016. Do deblové soutěže singapurského Turnaje mistryň nastoupilo osm nejlepších dvojic v klasifikaci žebříčku WTA Race. Formát se po roce opět vrátil od skupinového profilu do eliminačního systému, kdy každá dvojice hrála přímo od čtvrtfinále vyřazovacím způsobem. Obhájkyněmi titulu byly Martina Hingisová ze Švýcarska a Sania Mirzaová z Indie, které v průběhu sezóny ukončily spolupráci, avšak jelikož samy by se s novými partnerkami na turnaj neprobojovaly, spojily své síly jen pro tuto jedinou soutěž. V semifinále byly vyřazeny párem Jekatěrina Makarovová a Jelena Vesninová.
Rozlosování deblové soutěže proběhlo v pondělí 25. října v 19 hodin místního času.
Vítězkami se staly čtvrté nasazené Rusky a olympijské šampionky Jekatěrina Makarovová a Jelena Vesninová, které porazily ve finálovém utkání americko-českou dvojici Bethanie Matteková-Sandsová a Lucie Šafářová po setech 7–6 a 6–3 a ve třetím vzájemném utkání poprvé zvítězily. Rusky mohly v 1. sadě za stavu 5–4 na gemy doservírovat set, jenže Vesninová tuto úlohu nezvládla a první set musel do tiebreaku. Tam za stavu 4:5 na body ovládly tři výměny v řadě a tím i úvodní dějství. Ve druhé sadě pak za stavu 3–4 přišla o svůj servis Matteková-Sandsová a i přes problémy v následující hře, když Rusky nedokázaly využít tři mečboly, nakonec při podání Makarovové proměnily ten čtvrtý a slavily tak titul.
Obě vítězné hráčky zhodnotily skončenou sezónu, přičemž Vesninová uvedla: „Naším cílem na začátku roku bylo vyhrát olympiádu a dostat se do Singapuru. Jsme rády, že se nám sen splnil. Byl to pro nás úžasný a bláznivý rok.“ Její spoluhráčka Makarovová dodala: „Je to pro nás opravdu neuvěřitelná sezona. Těžko porovnávat, co je pro nás víc, jestli olympijské zlato, nebo výhra tady v Singapuru. Oba tituly jsou pro nás velmi výjimečné.“
V jejich druhém finále na Turnaji mistryň, tak poprvé uspěly, když předtím v roce 2013 podlehly v Istanbulu páru Pcheng Šuaj a Sie Šu-wej. Vesninová si připsala celkově patnáctou trofej ze čtyřhry na okruhu WTA Tour. Makarovová pak zaznamenala deváté takové turnajové vítězství v deblu. Každá z vítězek si do žebříčku WTA připsala 1 500 bodů a dvojice si rozdělila částku 500 000 amerických dolarů.
Poražené Matteková-Sandsová a Lucie Šafářová v desátém společném finálovém utkání teprve podruhé prohrály a přišly o šňůru 18 výher v řadě. Američanka rovněž přišla o šanci stát se poprvé v kariéře nejlepší deblistkou světa, k čemuž potřebovala na závěrečném podniku sezóny triumfovat.

## Nasazení párů
1. Caroline Garciaová /  Kristina Mladenovicová (semifinále, 750 bodů, 157 500 USD/pár)
2. Martina Hingisová /  Sania Mirzaová (semifinále, 750 bodů, 157 500 USD/pár)
3. Bethanie Matteková-Sandsová /  Lucie Šafářová (finále, 1 080 bodů, 260 000 USD/pár)
4. Jekatěrina Makarovová /  Jelena Vesninová (vítězky, 1 500 bodů, 500 000 USD/pár)
5. Andrea Hlaváčková /  Lucie Hradecká (čtvrtfinále, 375 bodů, 81 250 USD/pár)
6. Čan Chao-čching /  Čan Jung-žan (čtvrtfinále, 375 bodů, 81 250 USD/pár)
7. Tímea Babosová /  Jaroslava Švedovová (čtvrtfinále, 375 bodů, 81 250 USD/pár)
8. Julia Görgesová /  Karolína Plíšková (čtvrtfinále, 375 bodů, 81 250 USD/pár)

## Soutěž
| Legenda                                                       |                                                                        |                                                   |
| - Q – kvalifikant - WC – divoká karta - LL – šťastný poražený | - Alt – náhradník - SE – zvláštní výjimka - PR/SR – žebříčková ochrana | - w/o – bez boje - r – skreč - d – diskvalifikace |

|  | Čtvrtfinále | Čtvrtfinále                               | Čtvrtfinále                                | Čtvrtfinále | Čtvrtfinále |                                            |                                           | Semifinále | Semifinále | Semifinále | Semifinále | Semifinále |   |                                            | Finále | Finále | Finále | Finále | Finále |
|  |             |                                           |                                            |             |             |                                            |                                           |            |            |            |            |            |   |                                            |        |        |        |        |        |
|  | 1           | Caroline Garciaová Kristina Mladenovicová | 6                                          | 6           |             |                                            |                                           |            |            |            |            |            |   |                                            |        |        |        |        |        |
|  | 8           | Julia Görgesová Karolína Plíšková         | 4                                          | 2           |             |                                            |                                           |            |            |            |            |            |   |                                            |        |        |        |        |        |
|  | 8           | Julia Görgesová Karolína Plíšková         | 4                                          | 2           |             | 1                                          | Caroline Garciaová Kristina Mladenovicová | 3          | 5          |            |            |            |   |                                            |        |        |        |        |        |
|  |             |                                           |                                            |             |             |                                            | Caroline Garciaová Kristina Mladenovicová | 3          | 5          |            |            |            |   |                                            |        |        |        |        |        |
|  |             | 3                                         | Bethanie Matteková-Sandsová Lucie Šafářová | 6           | 7           |                                            |                                           |            |            |            |            |            |   |                                            |        |        |        |        |        |
|  | 3           | 3                                         | Bethanie Matteková-Sandsová Lucie Šafářová | 6           | 7           | Bethanie Matteková-Sandsová Lucie Šafářová | 5                                         | 78         | [10]       |            |            |            |   |                                            |        |        |        |        |        |
|  | 3           |                                           |                                            |             |             | Bethanie Matteková-Sandsová Lucie Šafářová | 5                                         | 78         | [10]       |            |            |            |   |                                            |        |        |        |        |        |
|  | 7           | Tímea Babosová Jaroslava Švedovová        | 7                                          | 6           | [2]         |                                            |                                           |            |            |            |            |            |   |                                            |        |        |        |        |        |
|  | 7           | Tímea Babosová Jaroslava Švedovová        | 7                                          | 6           | [2]         |                                            |                                           |            |            |            |            |            | 3 | Bethanie Matteková-Sandsová Lucie Šafářová | 65     | 3      |        |        |        |
|  |             |                                           |                                            |             |             |                                            |                                           |            |            |            |            |            |   | Bethanie Matteková-Sandsová Lucie Šafářová | 65     | 3      |        |        |        |
|  |             | 4                                         | Jekatěrina Makarovová Jelena Vesninová     | 7           | 6           |                                            |                                           |            |            |            |            |            |   |                                            |        |        |        |        |        |
|  | 5           | 4                                         | Jekatěrina Makarovová Jelena Vesninová     | 7           | 6           | Andrea Hlaváčková Lucie Hradecká           | 2                                         | 5          |            |            |            |            |   |                                            |        |        |        |        |        |
|  | 5           |                                           |                                            |             |             | Andrea Hlaváčková Lucie Hradecká           | 2                                         | 5          |            |            |            |            |   |                                            |        |        |        |        |        |
|  | 4           | Jekatěrina Makarovová Jelena Vesninová    | 6                                          | 7           |             |                                            |                                           |            |            |            |            |            |   |                                            |        |        |        |        |        |
|  | 4           | Jekatěrina Makarovová Jelena Vesninová    | 6                                          | 7           |             | 4                                          | Jekatěrina Makarovová Jelena Vesninová    | 3          | 6          | [10]       |            |            |   |                                            |        |        |        |        |        |
|  |             |                                           |                                            |             |             |                                            | Jekatěrina Makarovová Jelena Vesninová    | 3          | 6          | [10]       |            |            |   |                                            |        |        |        |        |        |
|  |             | 2                                         | Martina Hingisová Sania Mirzaová           | 6           | 2           | [6]                                        |                                           |            |            |            |            |            |   |                                            |        |        |        |        |        |
|  | 6           | 2                                         | Martina Hingisová Sania Mirzaová           | 6           | 2           | [6]                                        | Čan Chao-čching Čan Jung-žan              | 610        | 5          |            |            |            |   |                                            |        |        |        |        |        |
|  | 6           |                                           |                                            |             |             |                                            | Čan Chao-čching Čan Jung-žan              | 610        | 5          |            |            |            |   |                                            |        |        |        |        |        |
|  | 2           | Martina Hingisová Sania Mirzaová          | 712                                        | 7           |             |                                            |                                           |            |            |            |            |            |   |                                            |        |        |        |        |        |